# Oklahoma Jim
Oklahoma Jim är ett Lucky Luke-album från 1997. Det är det 68:e albumet i ordningen, och har nummer 76 i den svenska utgivningen. Det är också det andra albumet om "Lucky Kid", Lucky Luke som barn, och sålunda en uppföljare till 1995 års Vid Rosa Bäverns flod.

## Handling
Den unge Lucky Luke - "Lucky Kid" - anländer tillsammans med sin Farbror Bill (se Vid Rosa Bäverns flod) och Jolly Jumper till den sömniga byn Mushroom City. Luke hoppas på att få träffa nya kompisar, men Bill sätter honom, trots vilda protester, i den lokala skolan, hos lärarinnan fröken Zee. Där lär han känna, och kommer genast på kant med, de fyra Daltonbröderna.
En stilig främling, Oklahoma Jim, anländer till byn och charmar fröken Zee. Dock visar han sig vara en efterlyst revolverman - han snuvar Daltonbrödernas på deras första bankrån, och kidnappar fröken Zee. Luke och Jolly Jumper ger sig av efter honom, tillsammans med en åldrad US Marshall.

## Svensk utgivning
- Morris; Léturgie, Jean; Pearce (översättare: Per A.J. Andersson) (1999). Oklahoma Jim. Lucky-serien: 76. Malmö: Egmont Serieförlaget. Libris 7674760. ISBN 91-7912-930-7
- I Lucky Luke – Den kompletta samlingen ingår albumet i "Lucky Luke 1997-1998". Libris 10596787. ISBN 978-91-7134-547-9